# 菲尼克斯鎮區 (伊利諾伊州亨利縣)
菲尼克斯鎮區（英語：Phenix Township）是位於美國伊利諾伊州亨利縣的一個行政鎮區。

## 地方資料
根據2010年美國人口普查的數據，菲尼克斯鎮區的面積為85.70平方千米，當中陸地面積為85.00平方千米，而水域面積為0.70平方千米。當地共有人口1639人，而人口密度為每平方千米19.12人。